# Fonte
Fonte là một đô thị ở tỉnh Treviso trong vùng Veneto, có cự ly khoảng 50 km về phía tây bắc của Venice và khoảng 35 km về phía tây bắc của Treviso. Tại thời điểm ngày 31 tháng 12 năm 2004, đô thị này có dân số 5.731 người và diện tích là 14,6 km².
Fonte giáp các đô thị: Asolo, Crespano del Grappa, Paderno del Grappa, Riese Pio X, San Zenone degli Ezzelini.